# FN AP 32Z
AP 32Z – belgijski granat nasadkowy produkowany przez firmę Fabrique Nationale de Herstal. Licencyjna wersja granatu STRIM F1.
Granat AP 32Z może być miotany przy pomocy dowolnego karabinu z urządzeniem wylotowym o średnicy 22 mm, przy pomocy naboju ślepego. Prędkość początkowa granatu jest równa 69 m/s. Zasięg maksymalny do celów powierzchniowych wynosi 380 m, punktowych 150 m. Granat ma głowicę kumulacyjną mogącą przebić pancerz o grubości do 100 mm, a korpus granatu w momencie wybuchu rozpada się na odłamki rażące w promieniu do 20 m.